# NGC 2903
NGC 2903 je prečkasta spiralna galaksija u zviježđu Lav. Galaksiju je otkrio William Herschel 1784. godine.

## Svojstva
Galaksija se nalazi na udaljenosti od 20.5 milijuna ly. Galaksija je svojim dimenzijama 30% manja od naše Mliječne staze. Sjaj galaktike je također manji od sjaja Mliječne staze. Struktura galaktike je veoma slična strukturi naše galaksije.
Galaksija se od nas udaljava brzinom od 556 km/s.
NGC 2905 je sjajna nakupina zvijezda u ovoj galaksiji koja je katalogizirana kao zaseban objekt.

## Amaterska promatranja
Galaksija je veoma sjaja, dapače, sjajnija je od većeg broja galaktika u Messierovom katalogu. Nepoznato je zašto Charles Messier nije otkrio ovu galaksiju. Godine 1760. galaktika je zamalo otkrivena kada joj se komet približio na samo 1.7°.
U amaterski teleskopima galaktika je veoma sjajna pruga svijetla sa sjajnom jezgrom. 